# 日本の国旗

国旗のデザイン

日本の国旗（にっぽんのこっき、にほんのこっき）は、白地に紅色で丸が描かれた旗。法律上は日章旗（にっしょうき）と呼ばれ、日本では古くから、一般的に日の丸（ひのまる）と呼ばれる。日本では聖徳太子が遣隋使に託した文書以来、自国を"日出づる国"とする考え方があり、赤い日の丸は日の出の太陽を象徴する。 また紅白は日本の伝統色で、めでたいものとされており、赤は博愛と活力、白は神聖と純潔を意味するとも言われている。
1999年（平成11年）に公布・施行された「国旗及び国歌に関する法律」（通称：国旗・国歌法）の規定によれば、「旗の形は縦が横の3分の2の長方形。日章の直径は縦の5分の3で中心は旗の中心。地色は白色、日章は紅色」とされている。上下・左右対称である。
主に旧日本軍や自衛隊で使用されている日章と旭光を意匠化した旗については、「旭日旗（きょくじつき）」を参照。

## 国旗として扱われる以前の歴史

### 古代から中世
日本人の古代信仰として古神道に分類される原始宗教では自然崇拝・精霊崇拝を内包しており、特に農耕や漁撈において太陽を信仰の対象としてきた。皇祖神・天照大神は太陽神である。
弥生時代から古墳時代（大和時代）にかけて祭器として使われた内行花文鏡の模様は太陽の輝きをかたどったものと言われ、三種の神器の一つ八咫鏡をこの鏡とする説もある。
初代神武天皇は東征の時に生駒山で敗北するが、「私は日の神の子孫として日に向かって（東に向かって）戦うのはよくない、日を背にして（西に向かって）戦おう」と言って熊野（または伊勢）に迂回して近畿地方の征服を成し遂げた。第10代崇神天皇は、宮廷内に祀られていた天照大神を宮廷外で祀るようになり、第11代垂仁天皇の在位時に初代斎宮・倭姫命によって伊勢に鎮座した。伊勢神宮の祭祀は、未婚の内親王（女性皇族）を天照大神の御杖代（みつえしろ、神の意を受ける依代）として斎王を立てるようになった。
第33代推古天皇の在位時代に聖徳太子が隋の皇帝・煬帝へ、「日出處天子…」で始まる国書を送還している。また、飛鳥時代末期に国号を「日本」（日ノ本）と命名したところからも、太陽（日の出）を意識しており、「日が昇る」という現象を重視していたことが窺える。第40代天武天皇は壬申の乱の時に伊勢神宮を望拝した。これが「勝利に結びついた」と考えられ、在位中に伊勢神宮の遷宮を制度化し、第41代持統天皇の在位時に第1回目の式年遷宮が行われた。日本の国家統治と太陽の結びつきはますます強くなった。
この太陽を象った旗を用いるようになったのは、645年（大化元年）の乙巳の変以後、天皇による親政が確立された頃からと考えられる。文献としては、797年（延暦16年）の『続日本紀』の中にある文武天皇の701年（大宝元年）の朝賀の儀に関する記述において、「正月元旦に儀式会場の飾りつけに『日像』の旗を掲げた」とあり、これが日の丸の原型で最も古いものといわれているが、「白地に赤丸ではなかった」と見られている。
世界中で歴史的に太陽が赤で描かれることは少なく、太陽は黄色または金色、それに対して月は白色または銀色で表すのが一般的である。日本でも古代から赤い真円で太陽を表すことは一般的ではなかったと思われる。例えば高松塚古墳、キトラ古墳には東西の壁に日象・月象が描かれているが、共に日象は金、月象は銀の真円で表さ れている。第42代文武天皇の即位以来、宮中の重要儀式では三足烏をかたどった銅烏幢に日月を象徴する日像幢と月像幢を伴って飾っていたことが知られるが、神宮文庫の『文安御即位調度之図』（文安元年記録）の写本からは、この日像幢が丸い金銅の地に赤く烏を描いたものであったことが確認されている。また世俗的にも『平家物語』などの記述などからも平安時代末期の頃までの「日輪」の表現は通常「赤地に金丸」であったと考えられている。
赤い真円で太陽を表現する例としては、古くは中国史上の漢時代の帛画にある（上記の日像幢と同様、内側に黒い烏を配するもの）。日本では法隆寺の玉虫厨子背面の須弥山図に、赤い真円の日象が確認できる。これは平安時代の密教図像などにも見出される表現であり、大陸から仏教とともにもたらされた意匠であろうと推測される。

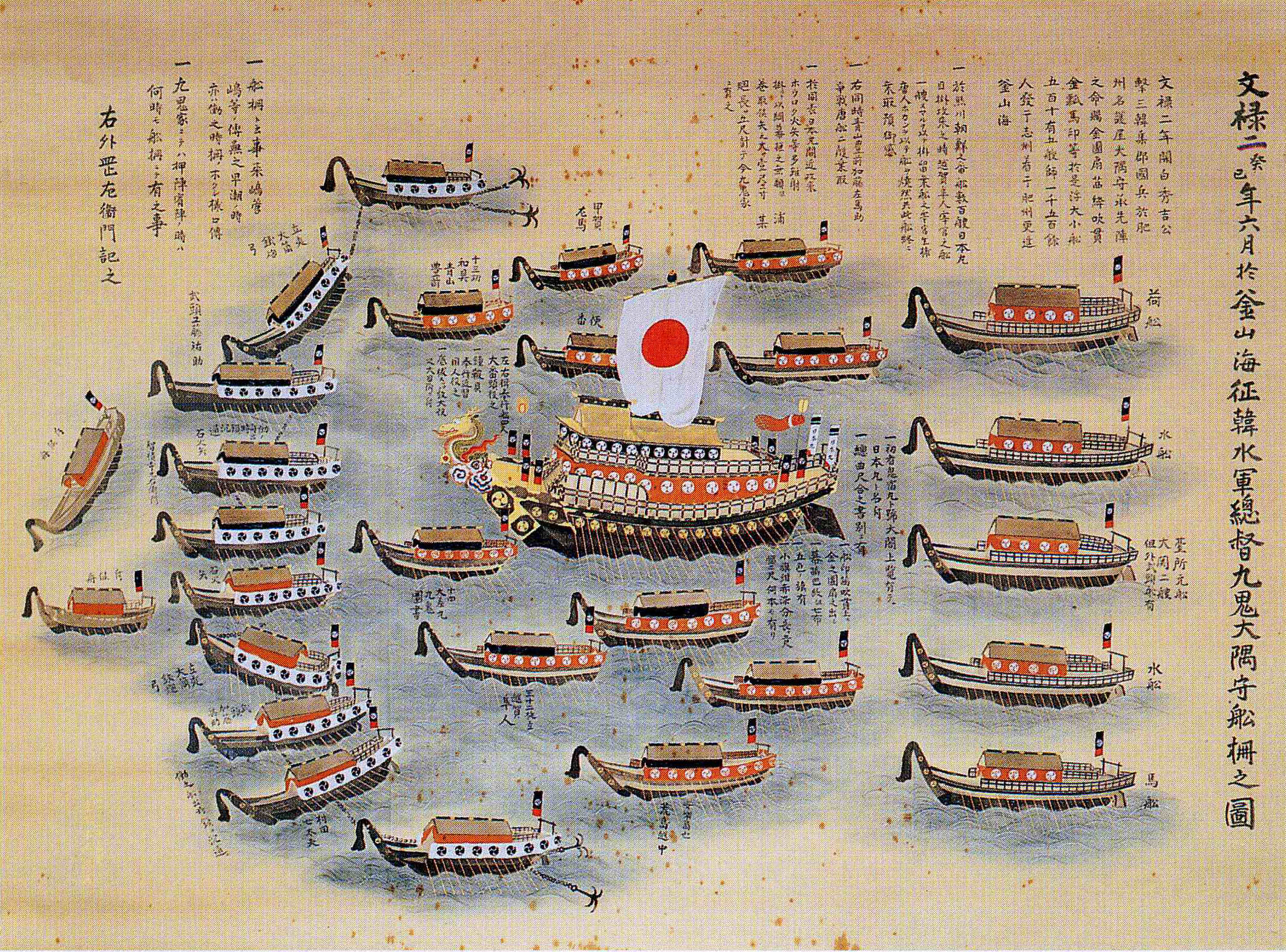
九鬼嘉隆が造船した日本丸を中心に九鬼水軍の陣容を描いている。

日本で「白地赤丸」が日章旗として用いるようになった経緯は諸説あり正確には不明である。
一説には源平合戦（治承・寿永の乱）の結果が影響していると言われている。平安時代まで、朝廷の象徴である錦の御旗は赤地に金の日輪、銀の月輪が描いてある。平安時代末期に、平氏は自ら官軍を名乗り御旗の色である赤旗を使用し、それに対抗する源氏は白旗を掲げて源平合戦を繰り広げた。古代から国家統治と太陽は密接な関係であることから日輪は天下統一の象徴であり、平氏は御旗にちなんで「赤地金丸」を、源氏は「白地赤丸」を使用した。平氏が滅亡し、源氏によって武家政権ができると代々の将軍は源氏の末裔を名乗り、「白地赤丸」の日の丸が天下統一を成し遂げた者の象徴として受け継がれていったと言われる。
なお、日本では「紅白」がめでたい配色とされてきた。一説には民俗学的にハレとケの感覚（ハレ＝赤、ケ＝白）にあるとする説や、これも源平合戦に由来するとする説などがある。
現存最古の日章旗としては山梨県甲州市の裂石山雲峰寺所蔵の「日の丸の御旗（みはた）」が知られている。寺の伝承では、この旗は天喜4年（1056年）に後冷泉天皇より源頼義へ下賜され、頼義三男の新羅三郎義光から甲斐源氏宗家の甲斐武田家に相伝され、楯無鎧と対の家宝とされてきた。『甲斐国志』では長さ六尺四布とあるが、現在は約1/4が欠損している。
なお同じく中世の日章旗とされた奈良県五條市の賀名生皇居跡（堀家住宅)に伝わる後醍醐天皇下賜の日の丸は、SPring-8による分析から室町時代か江戸時代（1463年から1528年か1553年から1634年）のものとされた。

### 近世

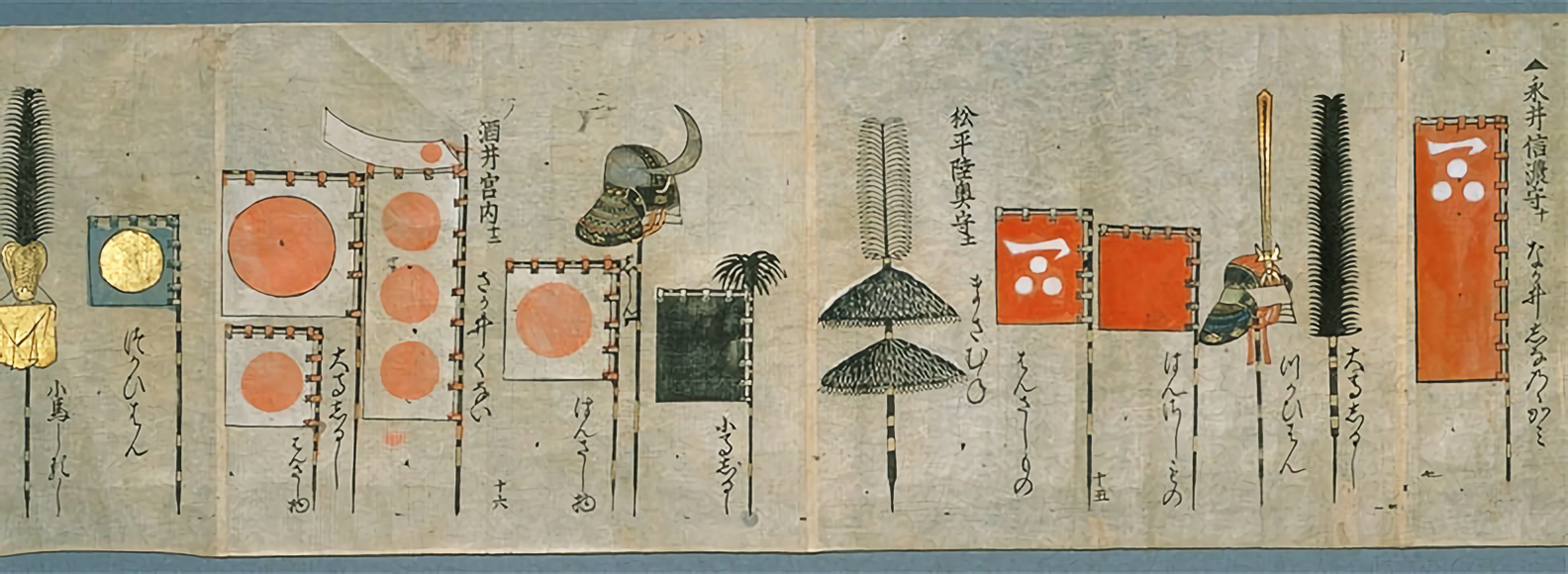
旗印・馬印

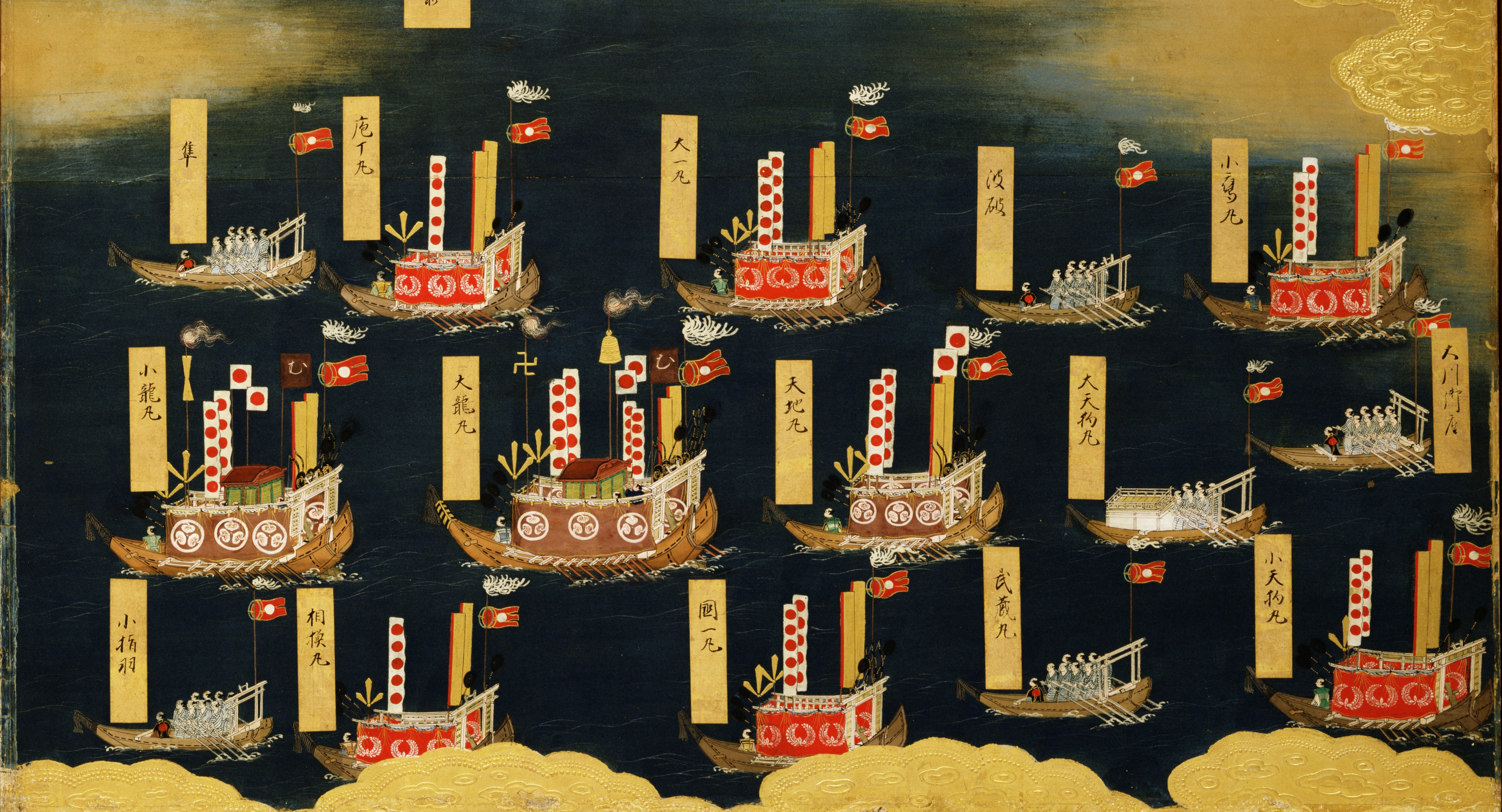
『江戸図屏風』（1624 - 1644。黒田日出男によれば1634 - 1635、松平信綱の命による製作。）。日本丸を改造した大龍丸などの幕府船団が日の丸の幟を立てている。

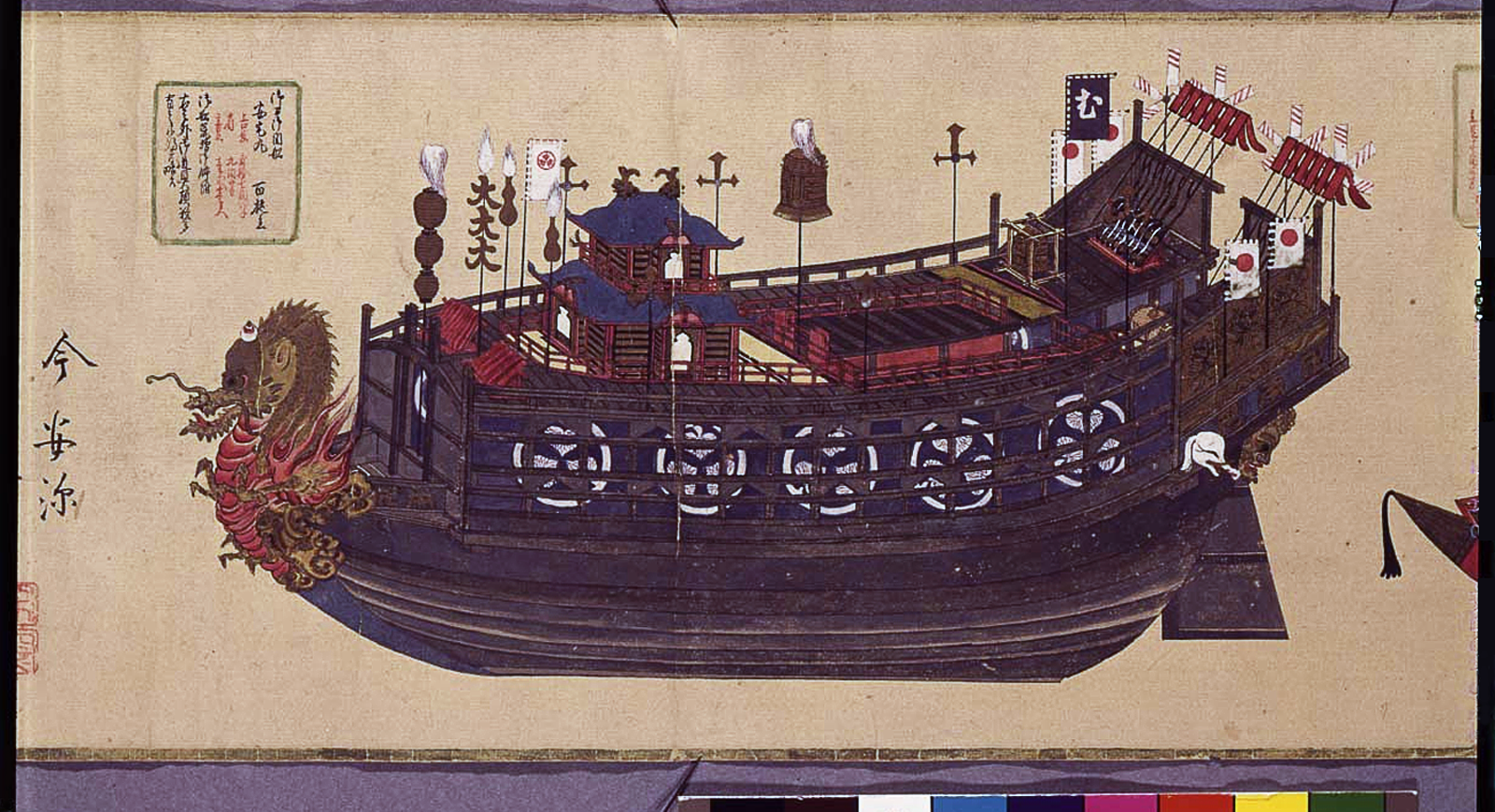
『御船図』安宅丸。19世紀に描かれた想像図には、船尾部に複数の日の丸が見える。

近世には、「白地に赤丸」は意匠のひとつとして普及していた。
戦国時代の武将が旗印や馬印として「白地に赤丸」を使用していた。
江戸時代の絵巻物などにはしばしば白地に赤丸の扇が見られるようになっており、特に狩野派なども赤い丸で「旭日」の表現を多用するようになり、江戸時代の後半には縁起物の定番として認識されるに到っていた。徳川幕府は公用旗として使用し、家康ゆかりの熱海の湯を江戸城まで運ばせる際に日の丸を立てて運ぶなどした。そこから「熱海よいとこ日の丸たてて御本丸へとお湯が行く」という唄が生まれたりした。
近世における船旗関連の資料としては、寛永期（1624 - 1644年）に描かれた江戸図屏風の幕府船団の幟がある。船団中央には、日本丸を改造し改名した大龍丸などが描かれており日の丸の幟を立てている。また、1635年（寛永12年）に江戸幕府が建造した史上最大の安宅船「天下丸」（通称「安宅丸」）で「日の丸」の幟が使用されているのが知られている。東京国立博物館が所蔵する『御船図』（江戸時代・19世紀作）にも安宅丸が描かれており、船尾に複数の日の丸の幟が描かれている。江戸幕府の所持船の船印として、一般には徳川氏の家紋「丸に三つ葉葵」を用いたが、将軍家の所持船には日の丸を用いることもあった。
また、1673年（寛文13年）に、江戸幕府が一般の廻船と天領からの年貢米（御城米）を輸送する御城米廻船を区別するために「城米回漕令条」を発布した際、その中で「御城米船印之儀、布にてなりとも、木綿にてなりとも、白四半に大なる朱の丸を付け、其脇に面々苗字名是を書き付け、出船より江戸着まで立て置き候様、之を申付けらる可く候」と、御城米廻船の船印として「朱の丸」の幟を掲揚するように指示し、幕末まで続いた。
18世紀末から19世紀にかけてロシア帝国の南下政策を警戒した幕府が蝦夷地天領化・北方警備等のため派遣した御用船（商船・軍船など）も日の丸を印した旗や帆を使用していた。

## 日本の国旗としての歴史

### 幕末

#### 船舶用国籍旗としての制定
国旗としての日の丸は、幕末に江戸幕府の幕府陸軍の「御国総標」（軍旗）として幕府海軍の船舶用の「国籍標識」（惣船印）として導入され、船舶用に限らず国籍を示す旗として一般化した。幕末における船舶用としての制定経緯としては、次の二つの説がある。
薩摩藩主・島津斉彬提唱説

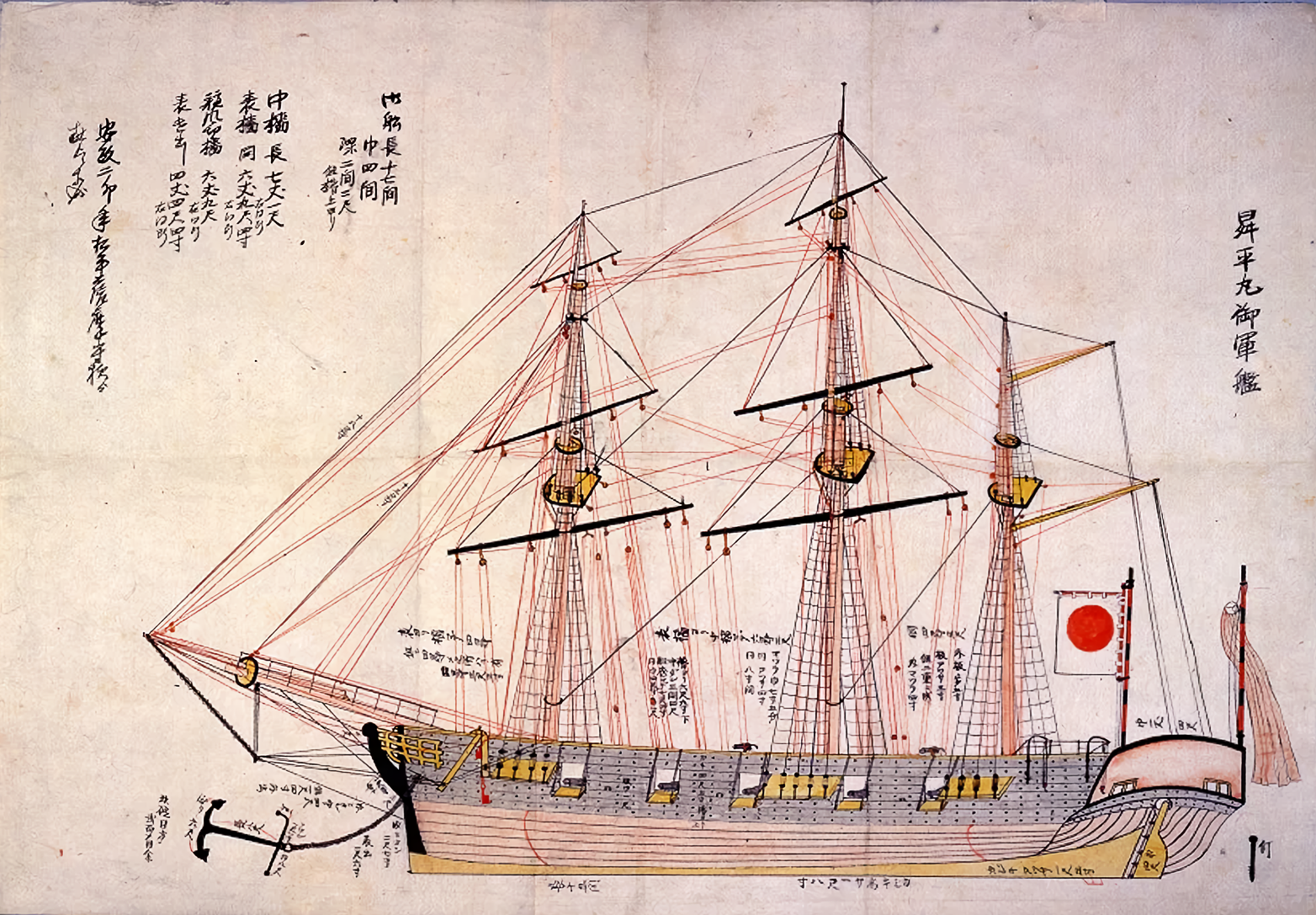
日の丸を掲げる幕府海軍の昇平丸

中黒の細旗（白地に黒の縦一文字）

歴史学者の松本健一や国文学者の暉峻康隆など、複数の学者の唱えるこの説が定説とされている。
1854年（嘉永7年）3月の日米和親条約調印後、日本船を外国船と区別するための標識が必要となり、日本国共通の船舶旗（日本惣船印）を制定する必要が生じた。
幕臣達は当初「中黒」（徳川氏の先祖である新田氏の家紋「大中黒・新田一つ引」に手心を加えてアレンジした、「白地に黒の縦一文字」の「中黒」）を日本惣船印に考えていたが、薩摩藩主島津斉彬、幕府海防参与徳川斉昭らの進言によって、「日の丸」の幟を用いることになり、1854年8月2日（嘉永7年7月9日）、老中阿部正弘により布告された。
島津斉彬は老中首座の阿部正弘に、日の丸を日本国惣船印に用いるべきだという建白書を提出した。水戸藩の徳川斉昭、宇和島藩の伊達宗城、佐賀藩の鍋島閑叟といった有力大名達にも同意を得ていた。守旧派の幕府体制にこだわる人々には「日本国」という意識が乏しく、惣船印は徳川の「中黒」 を用いればよいではないかとする意見も少なくなかった。しかし開明的な藩主達の後押しを得て、「日の丸」が日本国の惣船印に定められたのである。
1854年8月4日（嘉永7年7月11日）、「日の丸」を日本国総船印に定める、とする布達には、次のように書かれている。

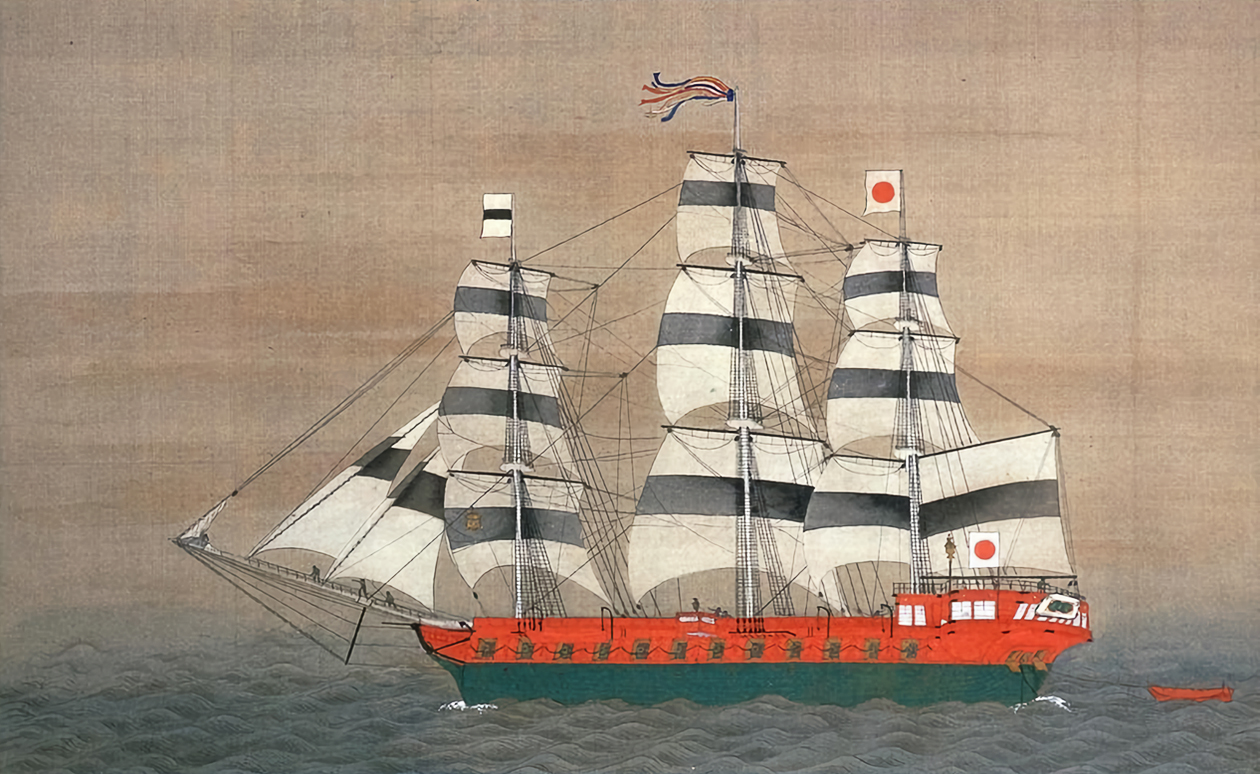
旭日丸を描いた絵（1856年制作）

島津斉彬は鹿児島城内から見た桜島から昇る太陽を美しく思い、これを国旗にしようと家臣に言ったといわれている。薩摩藩から洋式軍艦「昇平丸」を幕府へ献上するため、1855年1月（安政2年2月）江戸へ回航された際、日の丸が船尾部に掲揚された。これが日の丸を日本の船旗として掲揚した第一号とされる。
海事史学者の石井謙治は「斉彬提唱説」を取り上げつつも、日の丸が江戸幕府の御用船旗に用いられた事実から、日の丸が日本船の船印に提唱されたのは自然のこととしている。
幕閣・徳川斉昭提唱説

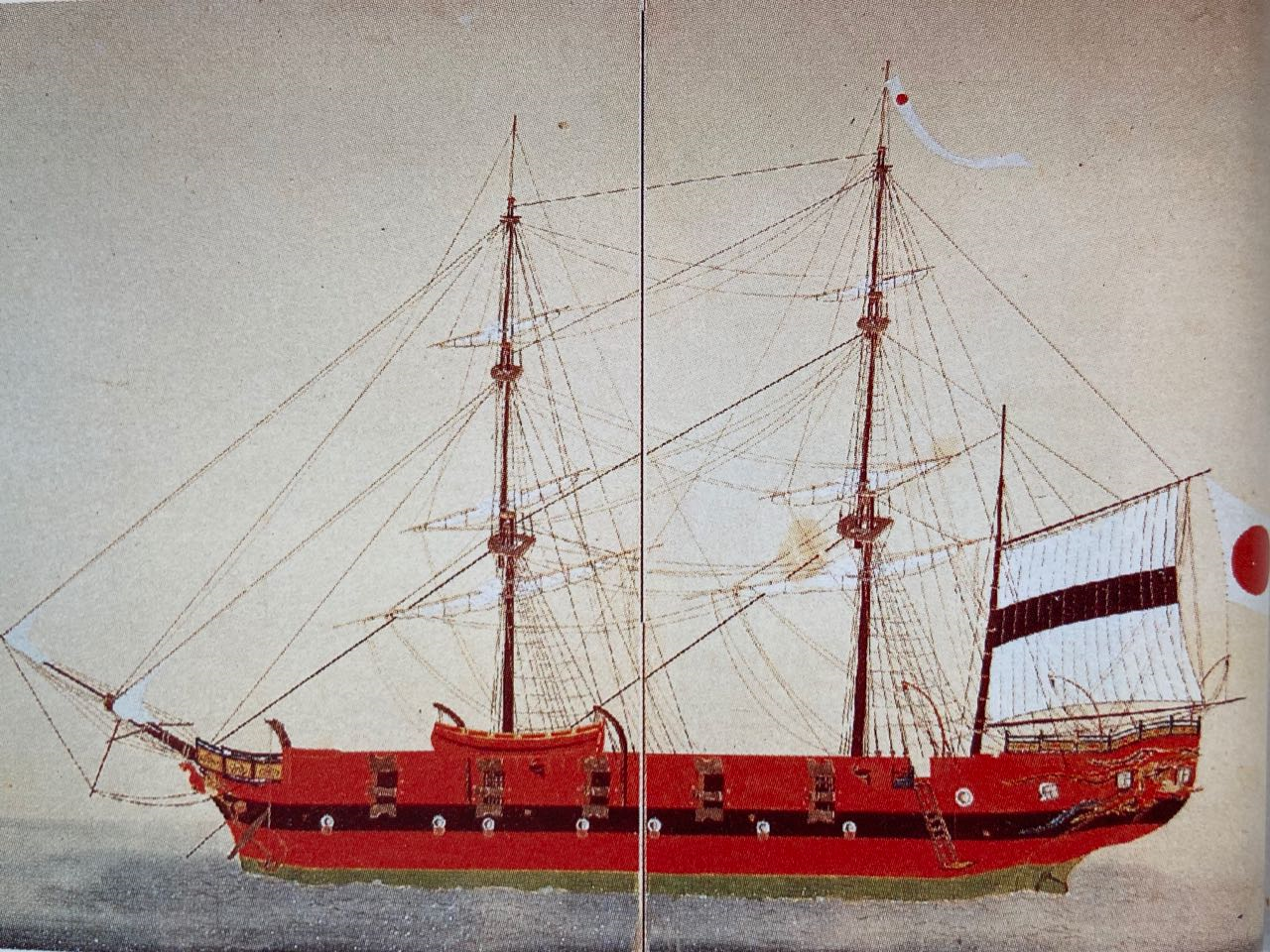
日の丸を掲げる幕府海軍の鳳凰丸。なお、白地中黒の帆は幕府船の標識。

海事学者の安達裕之は、上記の説を俗説に過ぎないとしている。『水戸藩史料』等の幕閣や斉昭の書簡・仕様帳といった当時の史料から、安達が考察した日の丸制定の経緯は次のようになる。
1853年7月8日（嘉永6年6月3日）の黒船来航は、大船建造の禁廃止もあり西洋船の建造を推進させた。問題とされたのが外国船との識別方法で、同年9月初旬（同年8月）に従前より「白地中黒」（白地に黒の横一文字）を幕府船の船印にした浦賀奉行が、蒼隼丸・下田丸の代船（後の鳳凰丸）へ白地中黒とは別に日の丸を掲げることを起工前に検討しており、日の丸を日本船の船印にする事を企図している。
1853年10月6日（嘉永6年9月4日）に老中が浦賀奉行作成の鳳凰丸の図面を評定所一座・勘定奉行・大目付・目付に渡し、惣船印としての日の丸の採用を諮問している。対して評定所一座や大目付・目付は、白地中黒を惣船印、日の丸は幕府船の船印にする事を、勘定奉行は惣船印に白地中黒の帆印、幕府船に白黒の吹貫を提案した。彼らが日の丸を不可とした理由は、御城米船や銀・銅を運搬する幕府御用船に日の丸を200年近く伝統的に用いた事、日の丸の紅が退色し易い事を挙げている。
外交問題処理が優先され評議は中断したが、「鳳凰丸」が1854年6月6日（嘉永7年5月10日）に竣工し、幕府は惣船印の決定を迫られた。幕府は勘定奉行・勘定吟味役・目付からなる大船製造掛に昨年9月の評議案を審議させ、惣船印を白黒の吹貫、帆印を白地中黒、幕府船を日の丸幟との答申を得た。1854年6月29日（嘉永7年6月5日）に老中首座阿部正弘が幕府海防参与徳川斉昭へこの答申を諮問した所、斉昭は白地中黒は徳川氏の先祖である新田氏の印で、日の丸は国名である日本を示す印であり、逆にするべきと提言した。1か月余りの間に斉昭と幕府の間で折衝が行われた結果、斉昭の意見が容れられ、1854年8月2日（嘉永7年7月9日）に「白地日の丸幟」を「日本惣船印」とする事が通達された。鳳凰丸には日の丸の旗が掲げられ、白地中黒の帆が装備された。
石井行夫は安達説を踏襲しつつ、「鳳凰丸」が「昇平丸」よりも早く日の丸を掲げるため公試の一部を省略した事、浦賀奉行から提出された日の丸の試案が存在した事を取り上げている。

#### 国旗としての汎用化

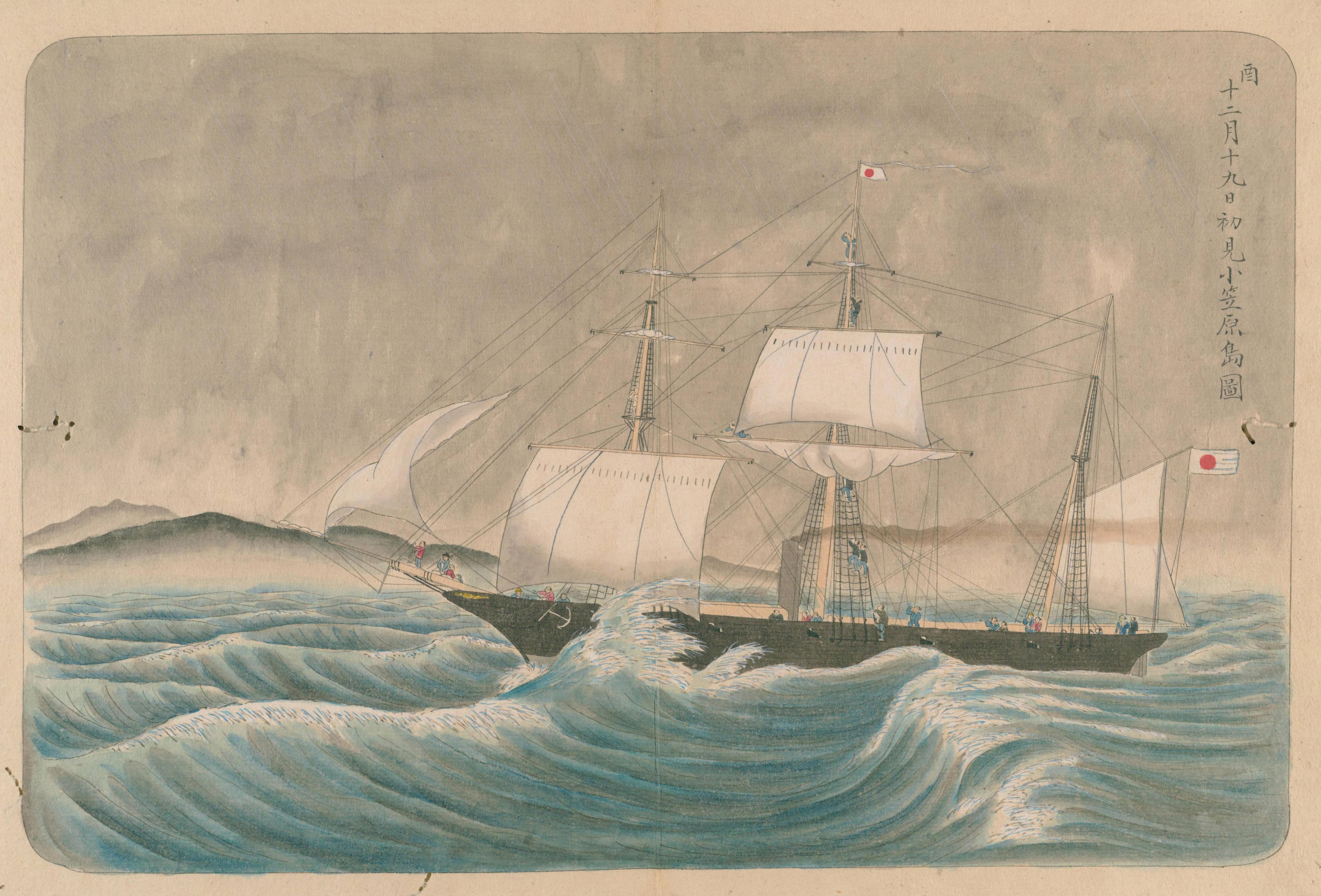
咸臨丸（1861年頃）

1858年（安政5年）、幕府目付岩瀬忠震と下田奉行井上清直は、日章旗を掲げて神奈川沖に停泊中のポーハタン号に渡り、孝明天皇の勅許を得ないまま、日米修好通商条約に調印・署名した。
翌1859年（安政6年）、幕府は縦長の幟（正確には四半旗）から横長の旗に代えて日章旗を「御国総標」にするという触れ書きを出した。日章旗が事実上「国旗」としての地位を確立したのはこれが最初である。
1860年（万延元年）、日米修好通商条約の批准書交換のため、外国奉行新見豊前守正興を正使とする幕府使節団がアメリカ合衆国に派遣され、アメリカ軍艦ポーハタン号と日章旗を掲げた咸臨丸に分乗して太平洋を横断した。使節団はサンフランシスコに到着後、更に陸路・海路を経由して首都ワシントンD.C.に到着し、当時のアメリカ合衆国大統領ジェームズ・ブキャナンに謁見して批准書の交換を終えた。その後、使節団一行はニューヨークを訪問するが、日章旗と星条旗が掲げられたブロードウェイをパレードする模様が伝えられている。これが国旗として日本国外で初めて掲げられた日章旗とされる。
こうして、「日本国惣船印」は国旗とほぼ同様な使い方をされることになり、次第に「国印」（1863年（文久3年））と呼び方が変わっていった。

#### 賊軍の旗

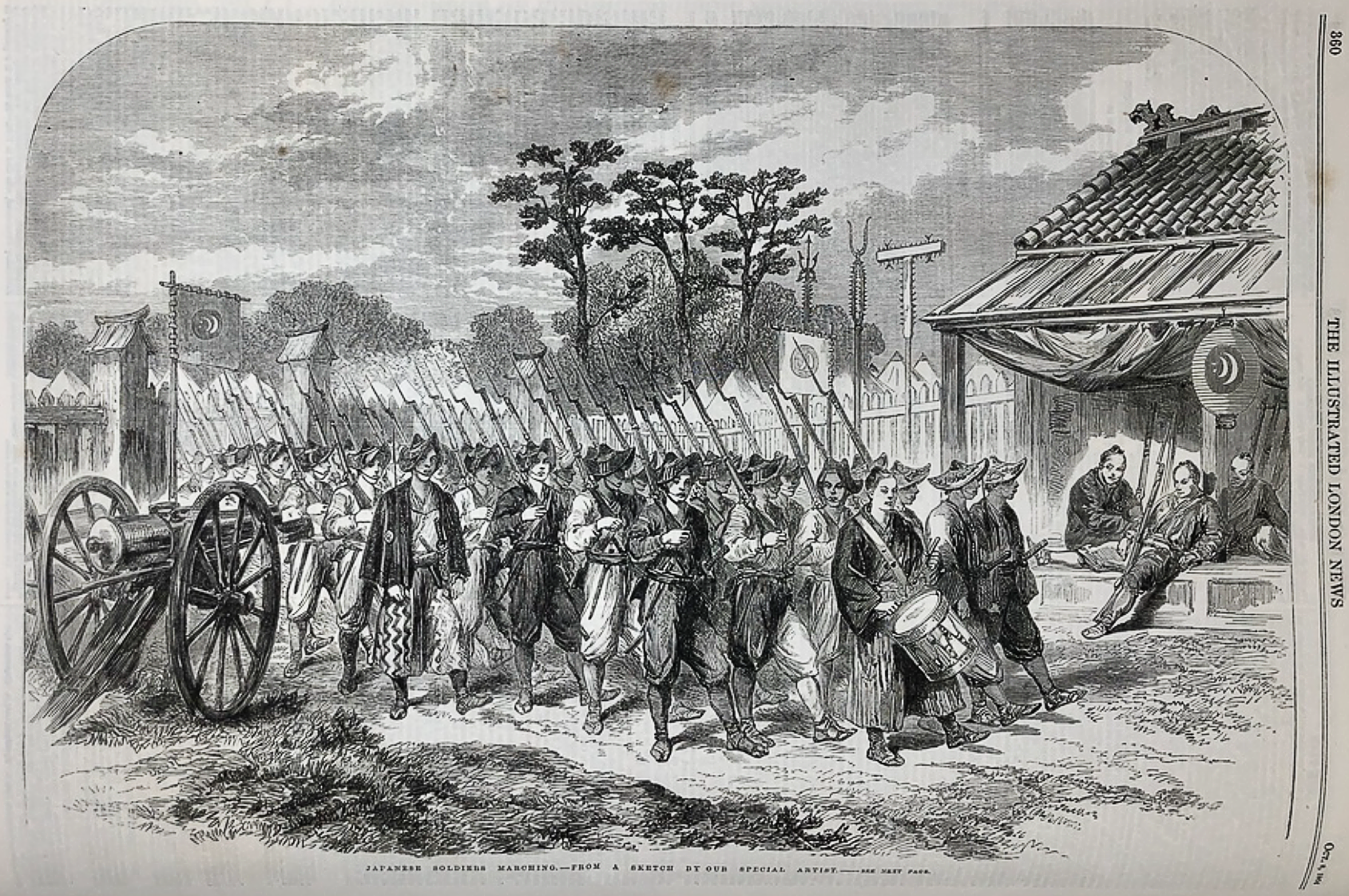
日の丸を掲げる幕府陸軍の部隊（1864年）

幕府海軍に続き、1862年（文久2年）に創設された幕府陸軍も軍旗に日の丸を採用したことが、2年後の第二次長州征伐頃の幕府陸軍を描いた1864年10月8日付の英週刊新聞『イラストレイテド・ロンドン・ニュース』の挿絵より窺える。以降も幕府陸軍は日の丸を軍旗として使用していた。
戊辰戦争においては、鳥羽・伏見の戦いの2日目の慶応4年1月4日に、薩長同盟に基づく薩摩藩と長州藩を中心とする軍勢が朝廷から「錦の御旗」を授けられて正式に官軍（天皇・皇室、朝廷の軍）になったのに対し、それ以降の旧江戸幕府軍は賊軍・朝敵となり、戦局に決定的な影響を与えた。旧幕府方の彰義隊、会津藩（白虎隊など）、奥羽越列藩同盟の一部などは、自分たちの共通の旗として上述の「御国総標」たる日章旗を掲げて戦った。

### 明治・大正から昭和初期・終戦まで

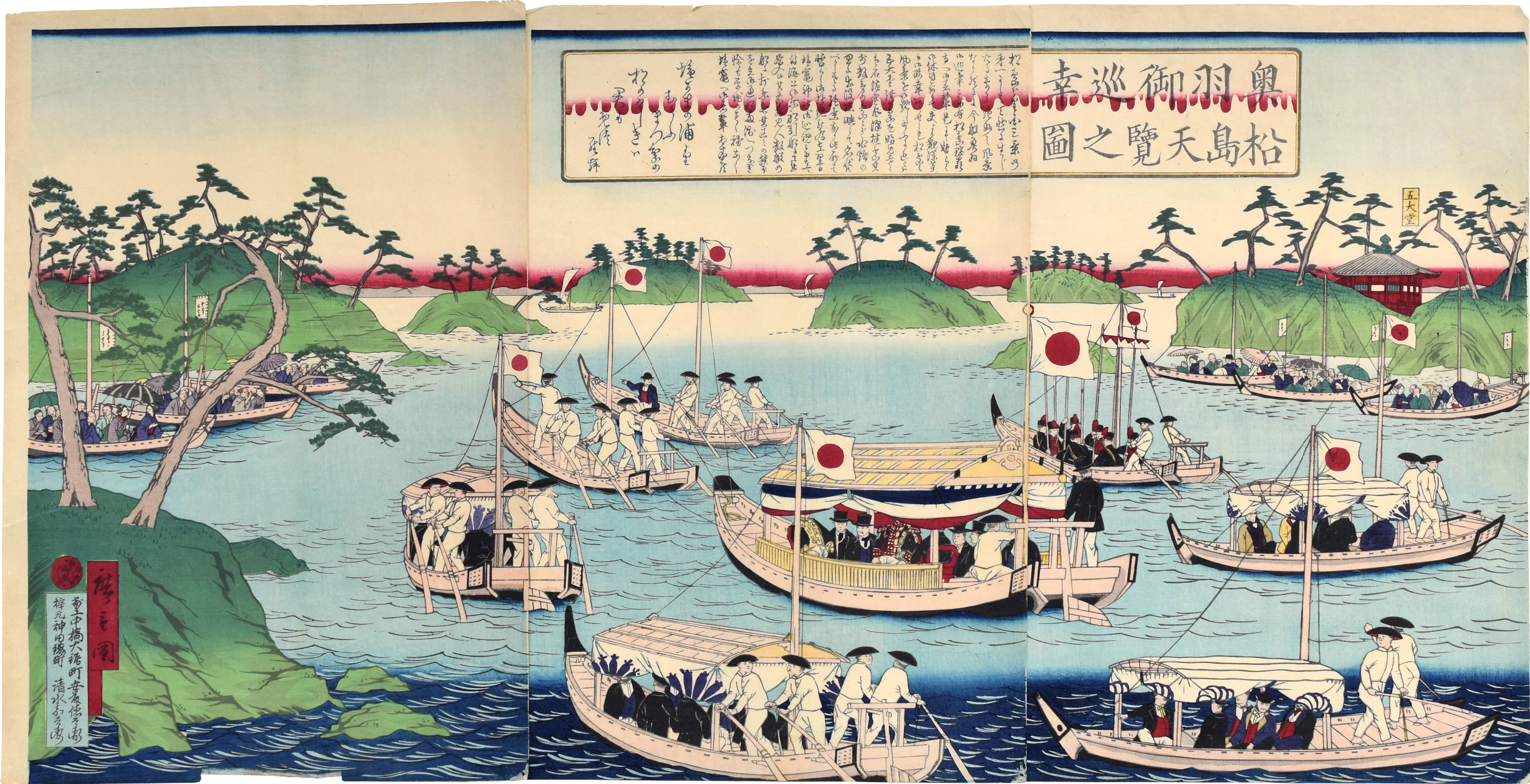
松島での帝国検査中の進展。歌川広重 (3代目)（1876年）

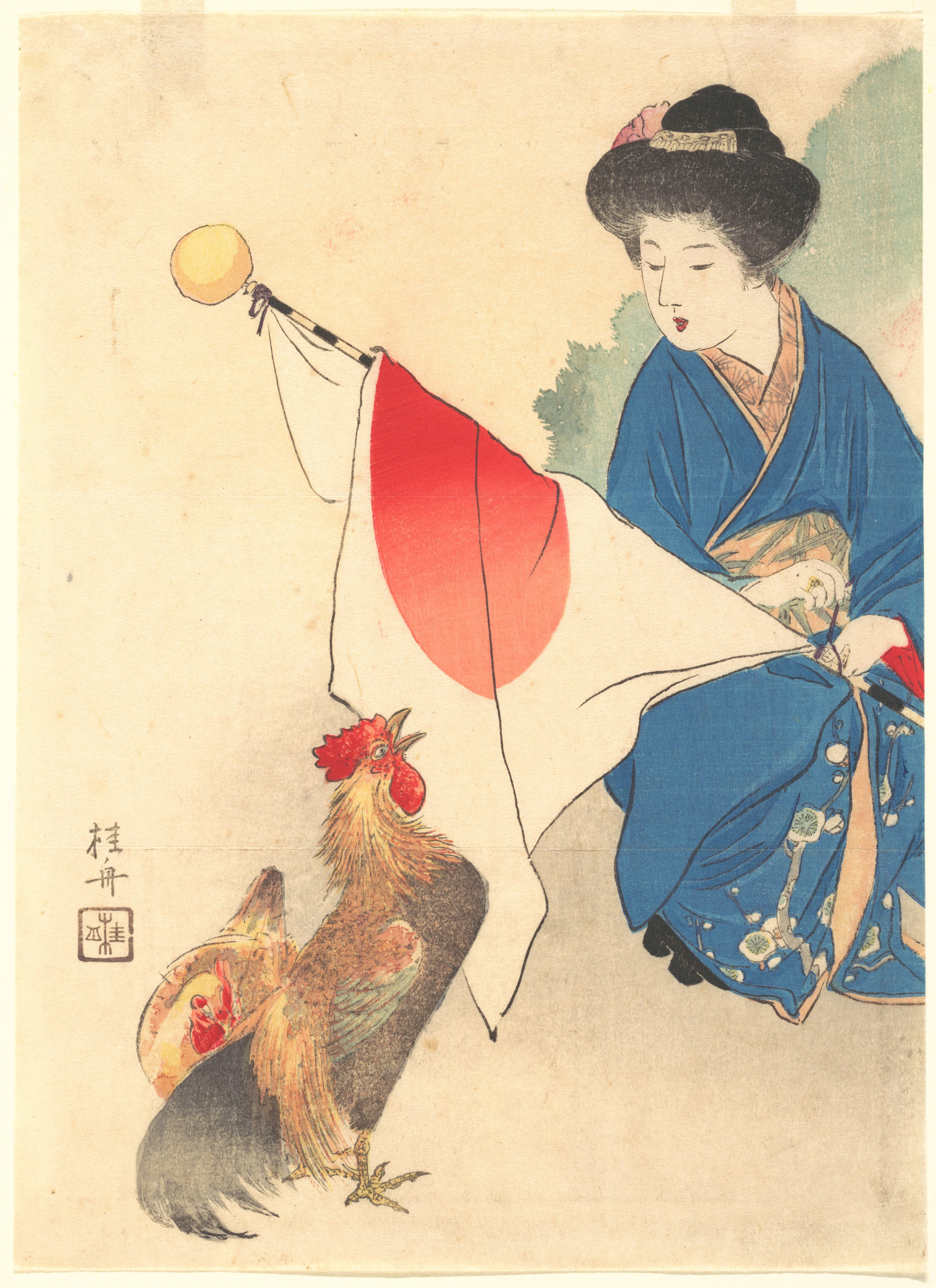
武内桂舟画 「東天紅」、1909年

明治維新により国家体制が一新した日本だが、国旗の変更は行われずそのまま使用が継続された。

#### 御国旗
1870年2月27日（明治3年1月27日）、商船規則（明治3年太政官布告第57号）で商船用の国籍を示す旗として御国旗が制定された。規格は現行とは若干異なり、縦横比は7対10、日章は旗の中心から旗竿側に横の長さの100分の1ずれた位置とされていた。この日を記念して国旗協会は国旗制定記念日を制定し、国旗掲揚の日としている。この御国旗は後に国旗として使用されるようになり、1999年の国旗国歌法で現行国旗の制定と共に廃止された。

陸軍御国旗

日本陸軍においても、1870年に「陸軍御国旗（陸軍御國旗）」として旭日旗が定められた。陸軍御国旗は日本軍における旭日旗文化の嚆矢であり、その役割は1874年に制定された連隊軍旗に引き継がれた。

日本海軍については、艦尾に掲揚する御国旗と、艦首旗章として白布紅日章が定められ、幕末から使用されていた日の丸が引き続き使用された。規格は現行の日章旗に横の20分の1の「余幅」を加えたものであり、商船用御国旗と同様に旗竿側に偏している。また、幕末には「国印（くにじるし）」と呼ばれるようになっていた日の丸は、同布告のとおり、国際法にもとづいて「国旗」と呼ばれるようになった。

#### 国旗としての使用と法律制定の検討
以後、日章旗は国旗として扱われるようになったが、「国旗」としての法的な裏付けは太政官布告のままであり、法律としては存在しなかった。1931年（昭和6年）2月、第59回帝国議会において全11条及び附則からなる「大日本帝国国旗法案」が衆議院議員石原善三郎により提案され、同年3月26日衆議院本会議において可決された。しかしながら貴族院送付後の3月28日、会期終了に伴う帝国議会閉会により審議未了廃案となり、続く第60回帝国議会に再提出されたものの衆議院解散により再度廃案となり、結局成立しなかった。

#### 日章旗抹消事件
1936年（昭和11年）のベルリンオリンピックにおいては、大日本帝国外地の朝鮮出身の孫基禎が日本代表選手として男子マラソンに出場し優勝した際に、日本統治下の京城（現在のソウル）で創刊された東亜日報は日章旗を抹消した写真を掲載してそれを報じ、11か月の停刊処分を受けた（日章旗抹消事件）。

### 占領下における日章旗の掲揚禁止

E旗を切り落としたSCAJAP旗

1945年（昭和20年）、連合国軍総司令部（GHQ/SCAP）の指令により日章旗の掲揚が原則禁止された。この間、日本商船管理局（SCAJAP）に登録された船舶は国際信号E旗の端を三角に開裂したSCAJAP旗の掲揚が義務付けられていた。祝日に限定した特例としての日章旗掲揚許可を経て、1949年（昭和24年）1月1日にダグラス・マッカーサーは日本の国旗の使用を自由とする旨の声明を発表。これより正式に日章旗の自由掲揚が認められたが、これは沿岸3海里以内の港内に限られたものであり、この水域以外では1952年4月1日まで特殊旗の掲揚が義務付けられていた。

### 朝鮮戦争における日本特別掃海隊の旗
朝鮮戦争中の1950年10月6日、極東海軍司令官が山崎猛運輸大臣に出した朝鮮海域での特別掃海隊の掃海艇使用についての指令では「朝鮮海域で掃海任務に就く船舶は、国際信号E旗（燕尾旗）のみを掲げること」とされ、掃海艇もまたSCAJAPの旗を掲げた。

### 国旗国歌法以前の法令による扱い
第二次世界大戦後から1999年（平成11年）の国旗及び国歌に関する法律（国旗国歌法）制定までの間、「反・日の丸」を主張する勢力（日本教職員組合、日本共産党などの革新勢力）は、日章旗の国旗としての法的正当性に疑義を唱えてきた。これに対し日章旗を国旗と認める勢力（自民党、日本会議などの保守派）は、日章旗が日本国旗であることは一種の慣習法と考えられることなどを主張、その根拠として前出の商船規則、大喪中ノ国旗掲揚方のほかにも複数の法令の条文中に「国旗」の文字が使用され「日本国旗が存在することが当然の前提とされている」ことを挙げていた。国旗国歌法制定前の法律で日本国旗を意味する「国旗」の文字を含んでいた事例は次のとおり（当該条文は後に部分的に文言が改正されたものもあるがここでは初制定時のものを掲載。国会の審議を経ない命令（政令以下）での使用例は省略。旧字体新字置換）。
- 1899年：船舶法（明治32年法律第46号）第2条「日本船舶ニ非サレハ日本ノ国旗ヲ掲クルコトヲ得ス」ほか複数条項に登場
- 1948年：海上保安庁法（昭和23年法律第28号）第4条第3項「海上保安庁の船舶は、番号及び他の船舶と明らかに識別し得るような標識を附し、国旗及び海上保安庁の旗を掲げなければならない。」
- 1952年：保安庁法（昭和27年法律第265号）第83条第1項「保安庁の使用する船舶は、番号及び他の船舶と明らかに識別し得るような標識を付し、国旗及び長官の定める旗を掲げなければならない。」
- 1954年：自衛隊法（昭和29年法律第165号）第102条第1項「自衛艦その他の自衛隊の使用する船舶は、長官の定めるところにより、国旗及び第四条第一項の規定により交付された自衛艦旗その他の旗を掲げなければならない。」
- 1959年：商標法（昭和34年法律第127号）第4条第1項第1号「国旗、菊花紋章、勲章、褒章又は外国の国旗と同一又は類似の商標」

### 国旗国歌法の成立
平成初期から学校の入学式・卒業式における日章旗掲揚に係わる問題が頻発、掲揚に反発する日本教職員組合（通称：日教組）・全日本教職員組合所属教職員と管理職教職員のトラブルから高校校長に自殺者が出るに至った。背景には教育現場における日の丸掲揚と君が代斉唱に対する反対運動があった。このことに対処するため、1999年（平成11年）には国旗及び国歌に関する法律（国旗国歌法）が公布され、正式に国旗として定められた。
なお、天皇の崩御による大喪（一般でいう葬儀）時の掲揚方法は、大喪中ノ国旗掲揚方（1912年、大正元年閣令第1号）に定められている。

### 教育現場の日章旗掲揚をめぐる国会議事
国旗国歌法成立後も一部の教育現場において国旗掲揚に対する賛成派と反対派の対立が続いた。このため、2006年（平成18年）10月31日には衆議院の教育基本法に関する特別委員会において自民党の稲田朋美議員から「学習指導要領の国旗・国歌条項にのっとって教職員には入学式、卒業式において国旗に向かって起立し国歌を斉唱する職務上の義務があるかどうか」との質問が出された。この質問に対して第1次安倍内閣（安倍晋三首相）の伊吹文明文科大臣と民主党の藤村修議員の両名とも「教職員にはその義務がある」と答弁している。

## 日章旗のデザイン

日章旗の制式

附則の認める日章旗。

### 正式規格
国旗国歌法の本則で定められている日章旗は、縦横比が2対3の白色の地に紅色の日章 (直径: 縦の五分の三、中心: 旗の中心) を描いたものである。なお、日章の色に定められている「紅色」の具体的な色味について国旗国歌法に定義はない。JIS慣用色名における紅色はマンセル表色系で3R 4/14であるが、実際はより明るい色が使われることが多い。

### 特例の日章旗
長らく慣行（商船規則で定められた制式）として、縦横比を7対10とし、日章を旗の中心より旗竿側に横の長さの100分の1ずらした点を中心として描くものが使用されてきたため、国旗国歌法の附則第3項で当分の間この制式も用いることができる旨の特例が定められている。両者の縦横比を最小公倍数に換算すると、本則:14対21、特例:14対20となり、本則の方がやや横長（あるいは特例の方が縦長）となる。ちなみに、バングラデシュの国旗とパラオの国旗も円が中心より旗竿側に寄っている。

### 直径が縦の2/3の日章旗
なお、1998年（平成10年）の長野五輪では、「円の直径が縦の2/3（本来は3/5）」の日の丸を掲げた。この比率は1962年（昭和37年）の日本宣伝美術会展での永井一正ほか2名による提案でもあったが、1964年（昭和39年）の東京五輪では採用が見送られた（2021年の東京五輪では1999年（平成11年）に法制化された「3/5」を使用した）。

### 艦首旗

艦首旗

1889年（明治22年）10月、海軍旗章條例によって「艦首旗」が制定された。縦横比は2:3、日章は縦の3分の2とされた。また、1914年（大正3年）1月30日の勅令第11号「海軍旗章令」や1932年（昭和7年）11月22日の勅令第359号「海軍旗章令改正」でも改めて制定されている。

### 日章旗と軍用の旗

帝国陸軍の歩兵連隊の軍旗

大日本帝国の国軍および天皇の軍隊として建軍された日本軍（陸海軍）の軍旗として、帝国陸軍は1870年6月13日（明治3年5月15日）の明治3年太政官布告第355号とにおいて、日章旗とは別に「陸軍御国旗」として16条の光線（十六条旭日旗）を放つ図案を意匠とする旗（「旭日旗」、日章が旗の中央）を日本史上初めて考案・採用・制定した。1879年、明治12年太政官布告第130号においてこの「陸軍御国旗」は旭日の意匠はほぼそのままに、寸法を小さくし房をつけたものに変更され名称を「軍旗」とし改めて制定された。
他方、帝国海軍については、1870年10月27日（明治3年10月3日）制定の太政官布告「海軍御旗章国旗章並諸旗章ヲ定ム」（明治3年太政官布告第651号）において、艦首用の海軍御国旗及び船首旗章として白布紅日章が定められ、幕末以来の単純な日の丸が使用されていた。しかし、帝国陸軍より19年後の1889年に、明治22年勅令第111号において帝国陸軍の軍旗である旭日旗を模倣するかたちで、日章位置が異なる十六条旭日旗（日章が旗の左辺寄り）を「軍艦旗」として、また艦首旗として日章旗を制定し直した。
ポツダム宣言受諾による日本軍の解体により軍旗及び軍艦旗は廃止されたが、自衛隊の設立に伴い陸上自衛隊は帝国陸軍の軍旗とは意匠を一部変更した八条旭日旗を「自衛隊旗」として、海上自衛隊は帝国海軍と同一意匠の「自衛艦旗」を1954年（昭和29年）にそれぞれ制定した。自衛隊旗及び自衛艦旗は自衛隊法施行令（昭和29年政令第179号）の別表第一で規定されている。なお、自衛隊の航空機等に記されている国籍マークは、旧日本軍時代と同様の白の縁取りが施された日の丸が使用されていた（旧日本軍時代は白の縁取りが無い場合もあった）が、近年低視認性とステルス性の為F-35では赤丸や白の縁取り以外の国籍マークが行われるようになってきた。また自衛隊の戦闘服でも、近年低視認性の為、赤丸や白の縁取り以外の国籍マークが取り付けられるようになってきた。

旭日旗（非公式なもの）
陸軍御国旗
軍艦旗・自衛艦旗
自衛隊旗
国籍マーク
国籍マーク（低視認型）

### 税関旗
青は海・空、白は陸で、接点に税関があることを表している。1892年（明治25年）に制定。

税関旗

### 日章旗の造形に関する逸話
安津素彦の著作『国旗の歴史』に、「明治時代にイギリスまたはフランス、オランダが日の丸の意匠を買い取ろうとした」という記述がある。
また、この日の丸買収の話は、伊本俊二の著作『国旗 日の丸』では、「1874年（明治7年）の春頃にイギリスが買収（当時の500万円）を申し出て、寺島宗則外務卿を相手に交渉した」としている。ただしこの説は吹浦忠正が著書『「日の丸」を科学する』の中で「真偽は不明とはいえ、私は単なるジョークないし外交辞令上のものではなかったのではないかとほとんど無視することにしている」と結論づけている。

## 国民感情

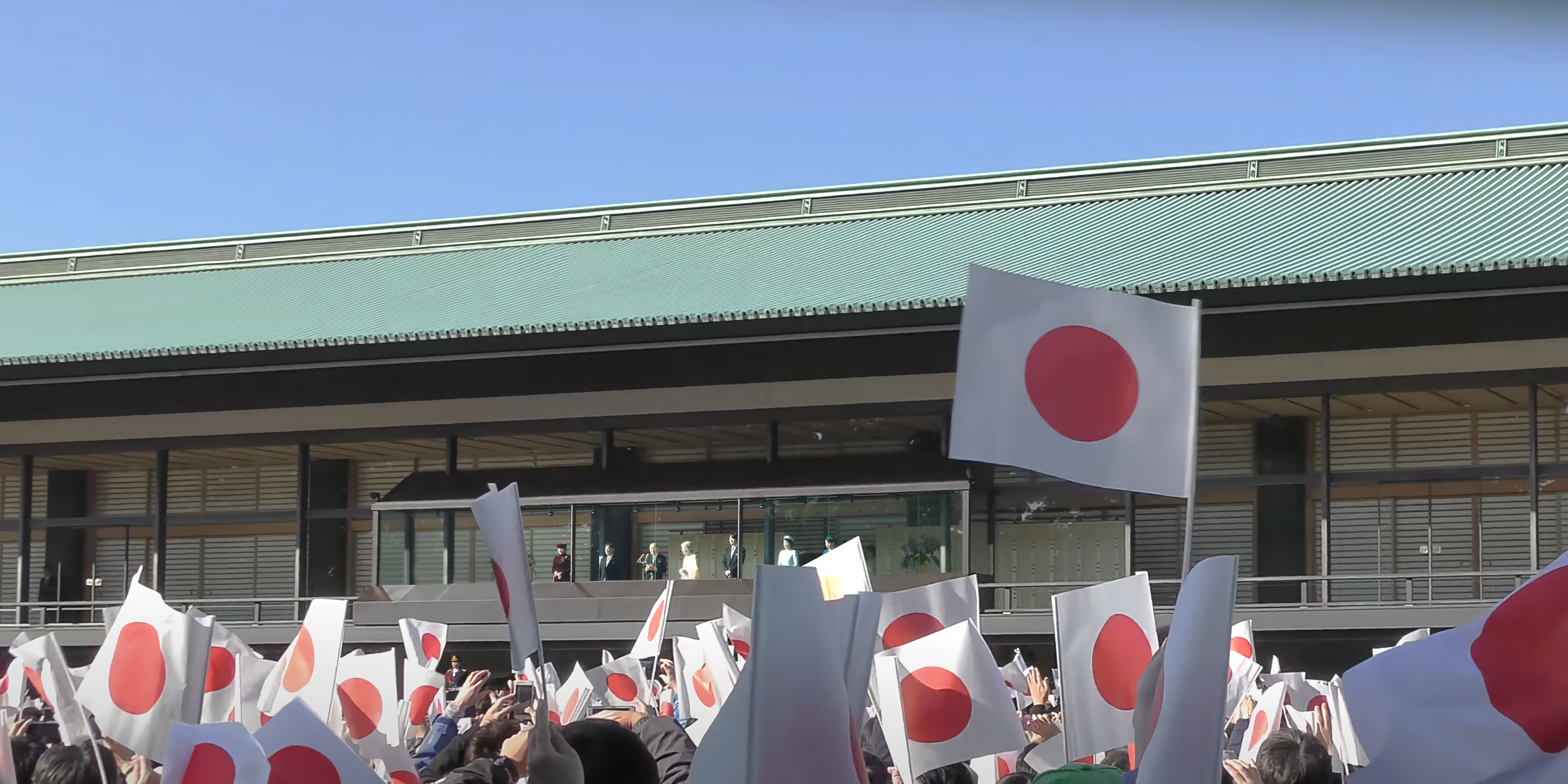
天皇誕生日、皇居での一般参賀（2017年〈平成29年〉12月23日

日の丸は、国旗国歌法によって公式に国旗とされている。法制定以前にも、1974年（昭和49年）12月に実施された内閣府・政府広報室の世論調査において、対象者の84.1%が「日の丸は日本の国旗（国の旗）としてふさわしい」と回答する一方で、「ふさわしくない」と回答したのは8.9%だった。
テレビ朝日が1999年7月に行った世論調査でも、日章旗を日本の国旗とすることに賛成は83%、反対は8%だった。

### 積極的な掲揚

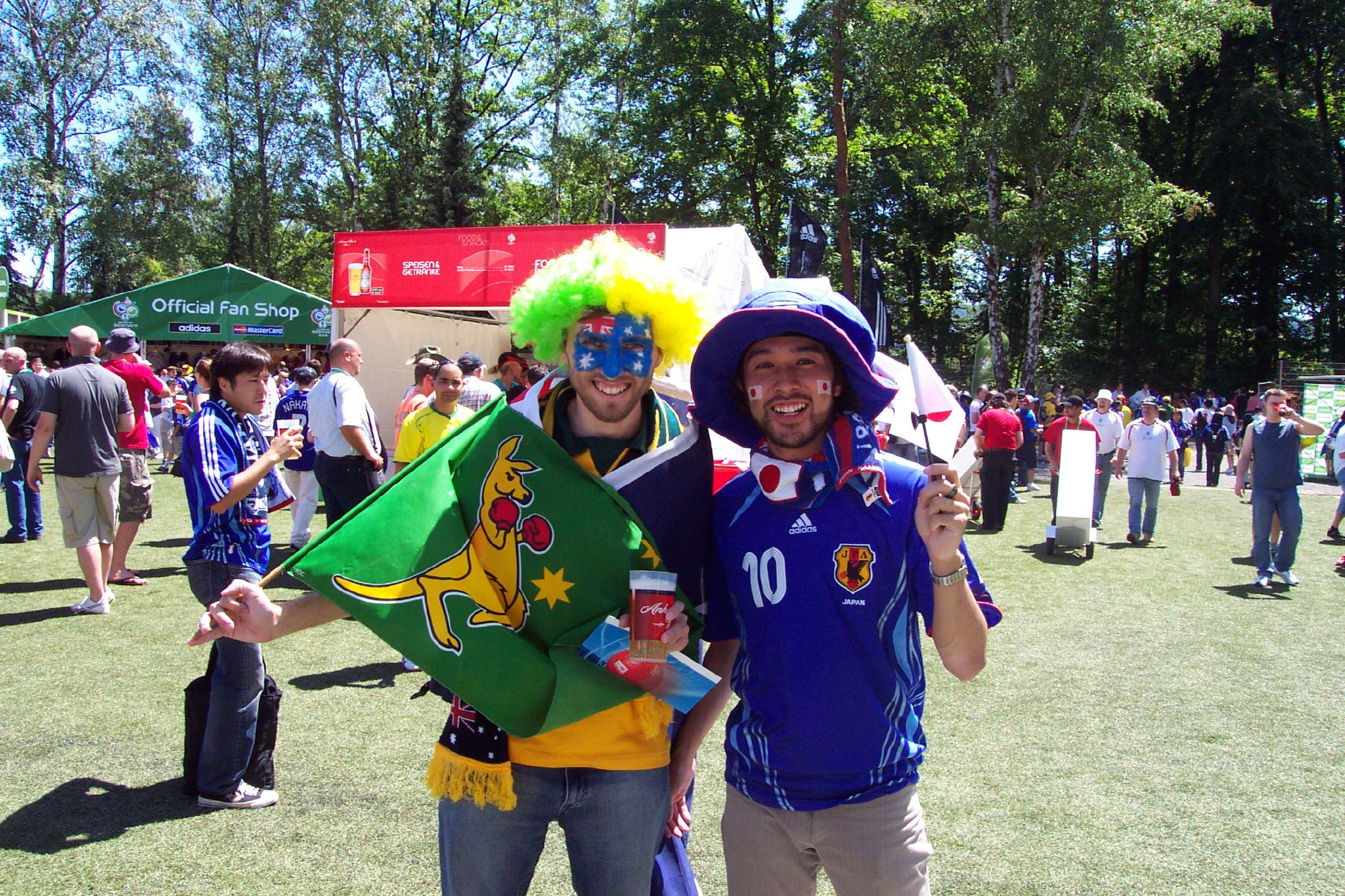
フェイスペインティング（2006年FIFAワールドカップ）

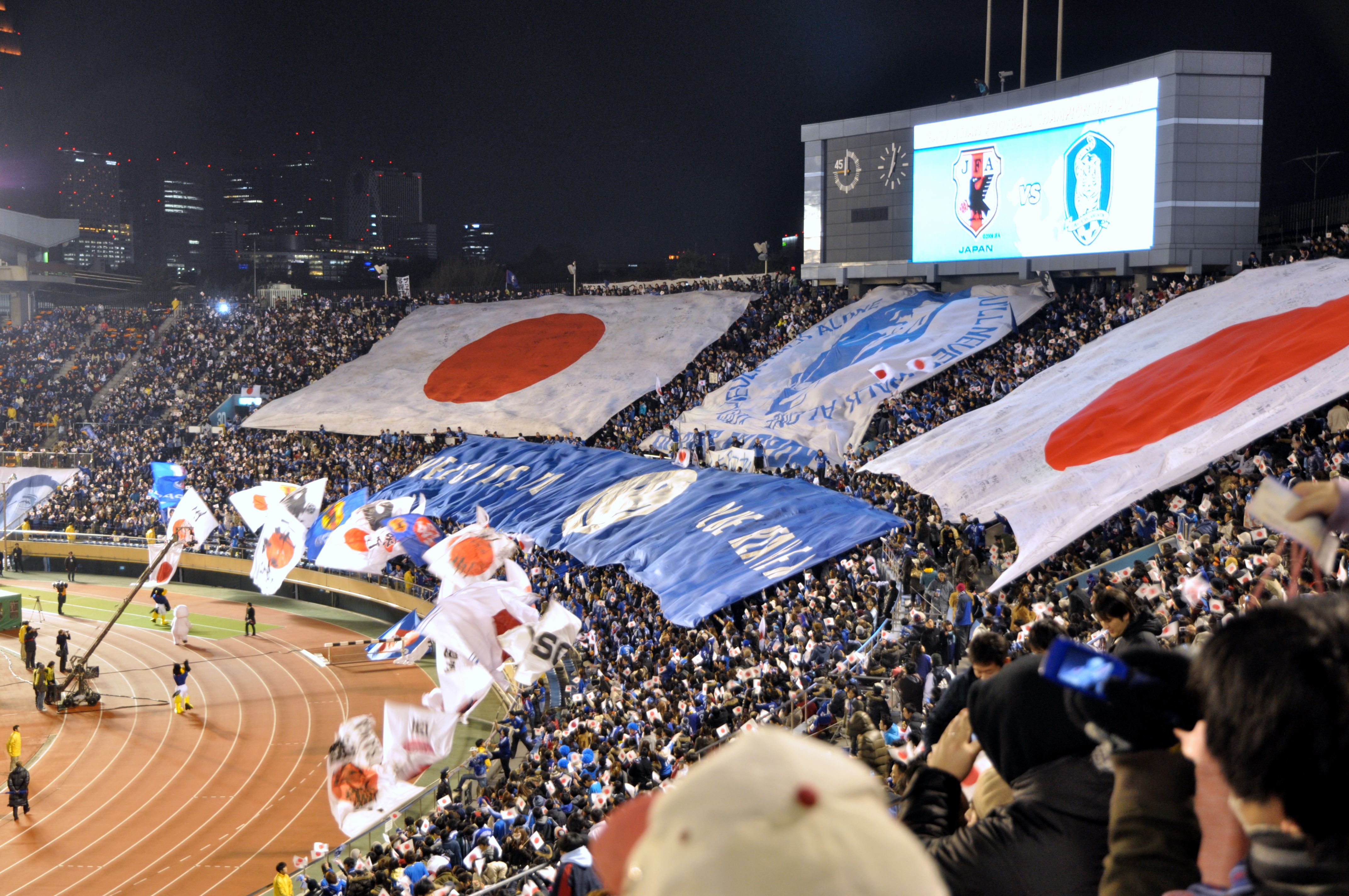
国立霞ヶ丘陸上競技場と日本の国旗。決勝戦、東アジアサッカー選手権（2010年2月14日）。

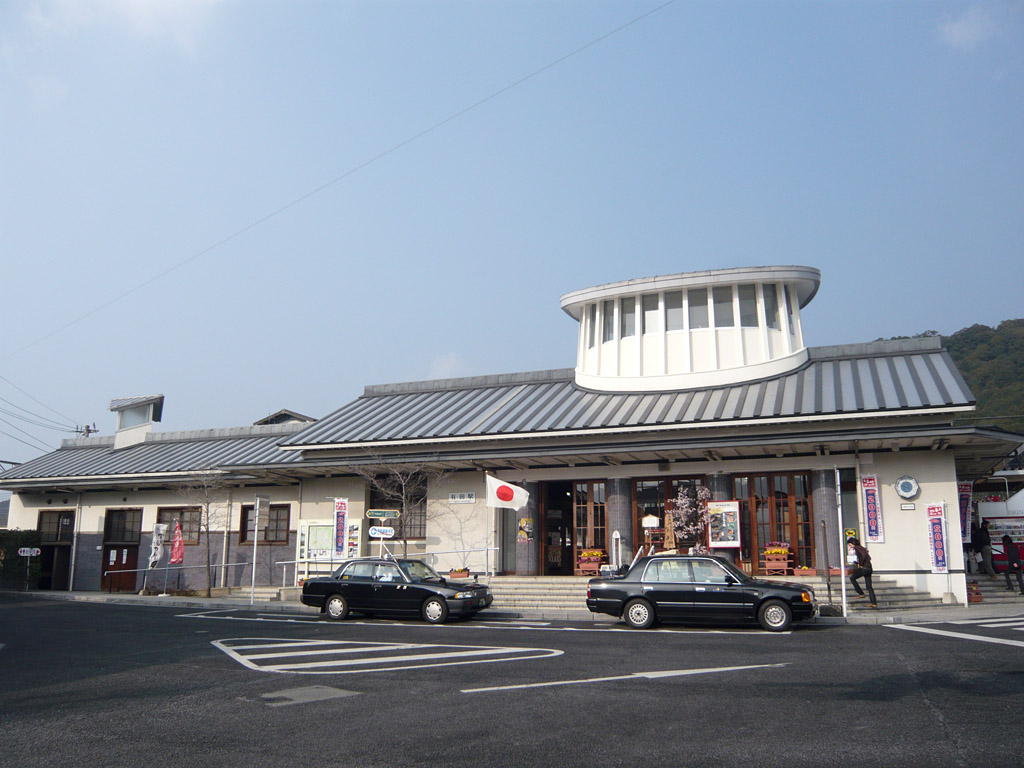
国旗を掲揚しているJR九州有田駅

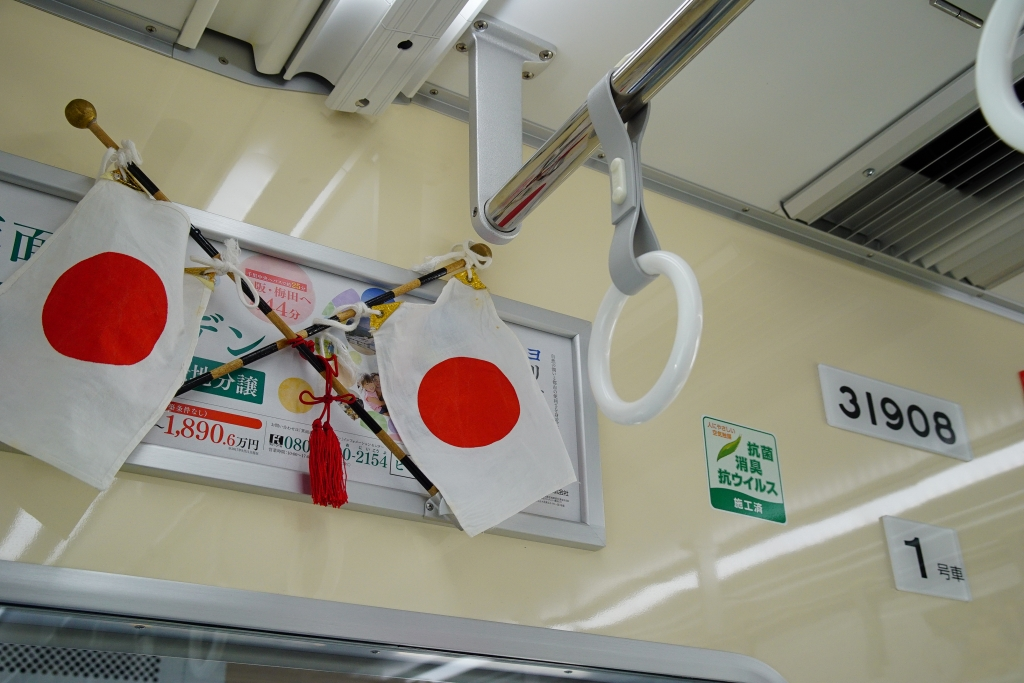
Osaka Metro（大阪市高速電気軌道）の車両内に掲揚される国旗

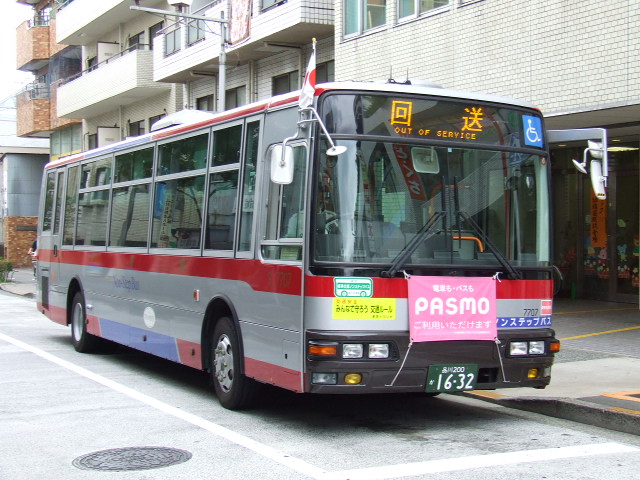
国旗が運転台真上（前から見て左上）に掲げられている東急バス

第二次世界大戦後、祝祭日や国際試合などでは積極的に掲揚されている。
沖縄県において日章旗は1945年（昭和20年）の沖縄戦から1972年（昭和47年）5月15日の沖縄返還までのアメリカ軍統治時代には多くの住民の間で本土復帰を求める象徴であり、各家庭では日の丸を大切に所持していた。
サッカーやバレーボールの国際試合において、日章旗をモチーフとしたフェイスペインティングも2002年（平成14年）のFIFAワールドカップ頃を境に一般化している。
- 政党
  - 自由民主党：記者会見の際には会見席の横に必ず、党旗と共に2対掲揚。
- マスメディア
  - 産経新聞：祝日には、朝刊一面の日付右に、国旗と祝日名を表示（国旗の表示は祝日のみであり、振替休日・国民の休日には、国旗の表示はない）。
- 民間商業施設
  - 大丸松坂屋百貨店：大丸神戸店等で、祝日の際に社旗に代わって掲揚。

なお、天皇誕生日などの一般参賀での国旗は皇居外苑周辺で配布されているが、これはあくまで民間の一般社団法人国旗協会の「皇居参賀協力委員会」で提供しており、行政機関である宮内庁は無関係である。
公共施設
官公庁や公共施設では、祝祭日以外にもよく日常掲揚される。
国旗の取り扱いについては各自治体が定めており、都道府県旗や市町村旗と同じ高さか、一段高く掲揚される。
公共交通機関
- 九州旅客鉄道（JR九州）：2002年（平成14年）12月23日の天皇誕生日以降、全ての有人駅で祝日に国旗掲揚を実施。
- 大阪市高速電気軌道（Osaka Metro・旧大阪市交通局）・阪神電気鉄道・近畿日本鉄道：祝日には営業中の全種別全列車の、車内妻面（貫通扉上）に小旗の日章旗を2本交差する形で、1両の客室内に計4本取り付けられている。
- 日本国内の多くのバス運営社局：祝日に路線バスの車体に国旗を掲揚して運行している。振替休日・国民の休日には通常掲揚はしない。このことからも、国旗掲揚の意味は、単なる休日ダイヤであることの告知ではなく、祝日を祝う意味であることが分かる（ただし、神奈川中央交通など、国民の休日や振替休日・年末年始などに、休日ダイヤや臨時ダイヤで運行していることを告知するために使用される場合もある）。

国旗掲揚は祝日に限られ、振替休日・国民の休日には掲揚（又は表記）しないことが多い。振替休日・国民の休日は祝日とは異なり、暦上の日取り以外に休日の「祝う意味合い」がないためと思われる。

## 国章損壊罪についての議論
アメリカ合衆国、フランス、ドイツ、イタリア、中華人民共和国、大韓民国などは公然と掲揚されているもしくは公衆の場での国旗の裁断や、焼却などの国旗・国章を冒瀆する行為には刑罰を規定している。このうちアメリカ合衆国、イタリア、大韓民国はあらゆる場での国旗の損壊に対して罰則を設けている（→en:Flag desecration）。ただしアメリカでは「テキサス州対ジョンソン裁判」において自国国旗を燃やした活動家（en:Gregory Lee Johnson）に対しアメリカ合衆国憲法修正第一条（言論の自由）により無罪とする判決が出ている。日本では自国の国旗・国章を損壊することを処罰する法律は無い。外国の国旗・国章の損壊に関しては外国国章損壊罪で規定している（外国国章損壊罪は外国の在日大使館など公的な国章損壊にしか運用されていない。詳しくは外国国章損壊罪を参照）。
第45回衆議院議員総選挙における、2009年（平成21年）8月8日に鹿児島県霧島市で行われた民主党皆吉稲生候補の集会で、国旗2枚を裁断して支持者が作成したとされる“党旗”を壇上に掲揚した。8月18日、皆吉は、衆議院議員総選挙出陣式で「国旗の使用方法としては不適切で深くおわびする」と謝罪した。同日、民主党幹事長（当時）・岡田克也が皆吉を口頭注意した。皆吉の後援会は、党本部や県連および支援団体に「国旗の尊厳をおとしめる意図は全くなく、主催者の不手際が原因」と謝罪する文書を送付した（詳しくは民主党 (日本 1998-2016)#国旗切り張り問題を参照）。この問題を受けて、百地章日本大学教授は、民主党の行為を批判しつつ「国旗への侮辱行為に刑事罰が科されない日本が世界的に異常」とし、国旗に対する敬意は教育で教えることが最も良いが、日本の国旗に反対する日本教職員組合が力を持つ教育界ではそれも難しく、法で定める必要もあるのではないかと指摘した。

## 日本の国旗と類似する国旗

### バングラデシュ
バングラデシュの国旗は、日本の国旗のデザインが参考にされている。初代首相シェイク・ムジブル・ラフマンが国旗を決める際に吹浦忠正（聖心女子大学講師。ユーラシア21研究所理事長。初代バングラデシュ日本人会会長）は意見を求められており、日本の国旗の意味について解説している。吹浦はバングラデシュ独立戦争時に国際赤十字の仕事で現地に滞在していた。初代バングラデシュ大統領ムジブル・ラフマンの娘のシェイク・ハシナ首相は、「父は日本の日の丸を参考にした。」と述べた。バングラデシュ独立戦争時代の国旗から地図の絵柄を省いたデザインで、インドの穀倉と謳われた豊かな大地を、赤い丸は太陽と独立で流された血を表現している。

バングラデシュの国旗

### パラオ
パラオの国旗が日本の国旗に似ており、パラオが日本の国旗を真似したのかどうか2010年10月に元埼玉県立大学教授の国旗に詳しい吹浦忠正（現ユーラシア21研究所理事長）が、パラオに出向き、国旗をデザインしたジョン・ブラウ・スキーボングにインタビューを行ったところ、吹浦が「パラオの国旗は日の丸の模倣ではないのか」「日の丸の太陽に遠慮して月にしたのではないのか」「日の丸に遠慮して月を中心よりずらしたのではないのか」の三点について質問した所、スキーボングは「全部違うね。私はもちろん日の丸を知っているが、特別にそれを意識してデザインしたわけではない。日本は日本、パラオはパラオだ。」とし、更に「パラオの美しい月を表現したもの」とし、関係が無いとした。パラオ共和国内務省の国旗に関しての文書はデザインの類似性の記載はない。

パラオの国旗

## ギャラリー

### 国旗国歌法の本則における日章旗

?日本の国旗 1999年(平成11年) -

### 国旗国歌法の附則の認める日章旗

?日本の国旗 1870年(明治3年) - [注 6]

### 歴代の日本国旗及びそれに準じる旗の一覧

??江戸時代以前の朝廷の軍旗（錦の御旗）
??日本の国籍旗（日本総船印）
??御国総標（遣米使節に伴い定められた国旗）
??御国旗（国旗国歌法までの国旗）
??陸軍御国旗（陸軍用の国旗と軍旗）
???御国旗
??海軍の初代艦首旗（艦首旗章）
??陸軍野戦病院に衛生旗と共に掲げる帝国国旗
??海軍の2代目艦首旗
?大日本帝国国旗法案の国旗
???SCAJAP旗
???アメリカ船の旗
??長野オリンピックの際の国旗（日章が縦の3分の2）
?現在の国旗

## その他

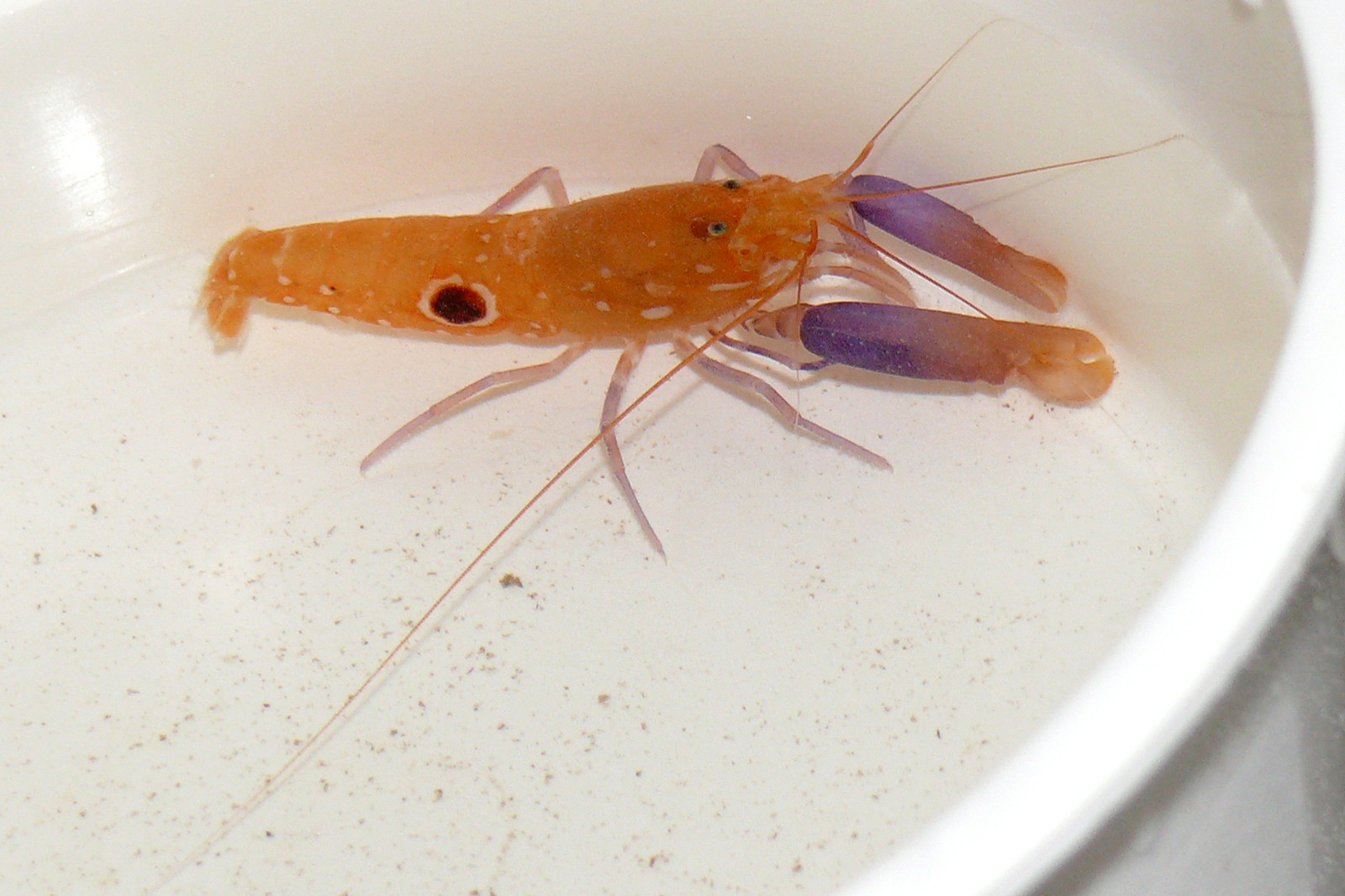
ヒノマルテッポウエビ
（Alpheus soror ）

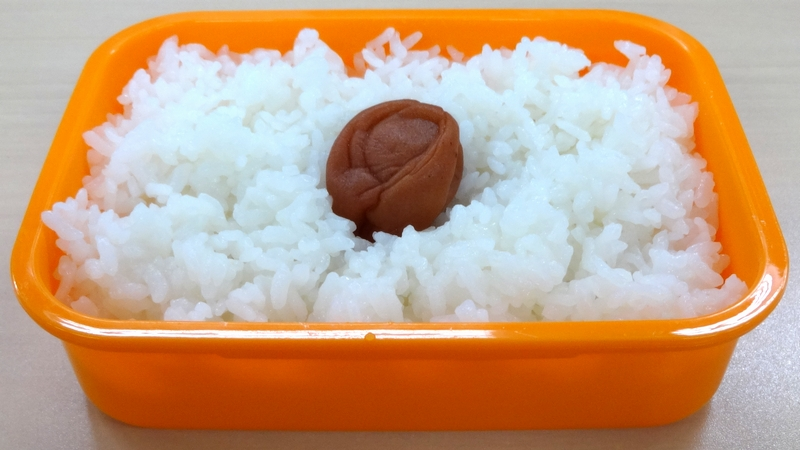
日の丸弁当

- スポーツの日本代表を「日の丸○○」と称することがある[51]（日の丸飛行隊など）。また、全世界的な競争に参入している日本系の企業・事物を指して「日の丸○○」と称することもある。
- 弁当箱に白米だけを入れその真ん中辺りに梅干しを1個だけ乗せた状態が、日本の国旗と似ていることから「日の丸弁当」と呼ばれている。おかずが入っていてもこう呼ぶことがある。
- 太平洋戦争（大東亜戦争）中、アメリカ合衆国は日本の日章旗や国籍マーク を侮蔑的に「ミートボール」と呼んでいた[52][注 7]。
- 源平合戦の折、平氏は赤地に金、源氏は白地に赤の旗を使った。
- 戦国大名の織田信長や武田信玄、徳川家康などが日の丸の旗を用いていた（18世紀の長篠合戦図屏風に描かれている）。
- 秋田県の一部地域ではウサギ肉のことを「日の丸肉」と呼ぶ。
- 写真撮影において、中央に主被写体を入れる構図を、日の丸写真と呼ぶ。
- 甲殻類の中には、頭胸甲、腹節、胸脚に日の丸状の模様が入る種類があり、それぞれ、ヒノマルショウグンエビ（ザリガニ下目）、ヒノマルテッポウエビ（コエビ下目）、ヒノマルヒメヨコバサミ（ヤドカリ下目）と呼ばれる。
- 親方（経営者）が日の丸（日本国政府）という意味合いで特殊会社や国家公務員を親方日の丸と呼んだ。
- カンボジアで2014年に発行された500リエル札には、日本の援助で作られたきずな橋（en:Kizuna Bridge）とつばさ橋が日章旗と共に描かれている[53]。
- 広島東洋カープの帽子の赤色(赤ヘル)は日の丸から採用された[54]。

## 符号位置
| 記号 | Unicode         | JIS X 0213 | 文字参照                              | 名称         |
| ---- | --------------- | ---------- | ------------------------------------- | ------------ |
| 🇯🇵   | U+1F1EF U+1F1F5 | ‐          | &#x1F1EF;&#x1F1F5; &#127471;&#127477; | 国旗（日本） |